# Сєверський район
Сєверський район розташовано в південно-західній частині Краснодарського краю в лівобережжі річки Кубані, на північно-західному схилі Головного Кавказького хребта.
Найвища вершина — гора Убин-Су 879 м над рівнем моря, а візитною карткою району вважається гора Собер-Оашх (736 м), яку видно з усіх точок району. Відстань від районного центру — станиці Сєверської — до краєвого центру — міста Краснодару — 34 км; до морського порту — міста Новоросійська — 110 км. Клімат — помірно-вологий, середня кількість опадів на рік — 700—800 мм.
Вперше створено у 1924, в 1963 року район був розформовано і відтворено в 1966.

## Економіка
Сєверський район є промисловим районом і має багатопрофільний промисловий потенціал. На 85 підприємствах промисловості працює близько 8 тисяч осіб. У структурі виробництва 90 % припадає на оброблюєче виробництво, у тому числі 80,4 % — на виробництво нафтопродуктів.
Крім того, підприємствами району виготовляють стінові матеріали (цеглу), будівельні нерудні матеріали, нафтопромислове устаткування, продукція лісової та деревообробної промисловостей, харчової промисловості. На території району розташовані 20 підприємств, які займаються переробкою деревини, у тому числі 3 безпосередньо заготівлею та переробкою лісу, 17 — виробництвом столярних виробів.

## Адміністративний поділ
Територія Сєверського района складається з:
- 3 міських поселень
  - Афіпське — центр селище Афіпський
  - Ільське — центр селище Ільський
  - Чорноморське — центр селище Чорноморський
- 9 сільських поселень
  - Азовське — центр станиця Азовська
  - Григор'ївське — центр станиця Григор'ївська
  - Калузькое — центр станиця Калузька
  - Львівське — центр село Львівське
  - Михайлівське — центр село Михайлівське
  - Новодмитріївське — центр станиця Новодмитріївська
  - Сєверське — центр станиця Сєверська
  - Смоленське — центр станиця Смоленська
  - Шабановське — центр село Шабановське

Всього на території району знаходиться 45 населених пунктів.